# Гилен-Бареов синдром

## Полинеуритис и полирадиколонеуритис
Полинеуритис тачније полинеуропатију карактеришу пре-дегенеративне него запаљењске промене. Промене обично почињу на мијелинском омотачу који сегментно или у целини дегенерише. Након тога распада се и нестаје аксон. Најчешће почиње сензитивним сметњама којима се придружују моторне, рефлекси слабе и гасе се, могу бити захваћени осим спиналних и кранијални нерви. На кожи постоје јасни знаци трофичких промена. Ток болести може да буде акутан, субакутан или веома постепен. Фазе кроз које болесник пролази су фаза одузетости, фаза опоравка и дефинитивна фаза.
Полирадикулонеуритис је такође полинеуритис али са патолошким променама претежно локализованим на проксималним деловима нерва (radix), у близини спиналних ганглија, са карактеристичним повишењем нивоа беланчевина у ликвору уз нормалан број ћелија. Углавном обољевају моторни нерви, док су задњи коренови и ганглије незнатно оштећени. После почетног едема настаје дегенерација мијелинског омотача, у тежим случајевима и дегенерација аксона и хроматолиза ћелија предњих и задњих коренова. Парализе обично почињу у дисталним деловима екстремитета па се шире навише (асцедентни тип), мада може постојати и обрнути ток (десцедентни облик). Моторне одузетости су углавном симетричне. Промене сензибилитета могу недостајати или су иако ретко, обимне. Вазомоторни и трофички поремећаји нису обимни као код полинеуритиса, сем појачаног знојења у раном стадијуму. Могу бити захваћени и кранијални нерви (диплегија n. facialisa), сфинктери и дисајни мишићи. Фазе кроз које пролази су: фаза парализа, фаза опоравка и дефинитивна фаза.

## Sy. Guillian-Barre (Гилен-Бареов синдром)
Фаза парализе настаје 2-3 недеље, ретко дуже. Болесник је на неуролошком или инфективном одељењу. Његово опште стање је веома тешко, поред одузетости мускулатуре трупа и екстремитета, одузета је често, код тежих форми и дисајна мускулатура те је болесник трахеотомисан и у животној је опасности. Поред одговарајуће неге и медикаментозне терапије примењују се врло ограничено и обазриво и мере кинезитерапије. Индиковано је мировање, контраиндикован је замор. Физиотерапеут спроводи терапијске поступке у договору са надлежним лекаром. Оно што треба да учини је следеће:
1. одржавање и побољшање респирације применом потпомогнутих вежби дисања, постуралном дренажом и помагањем при искашљавању.
2. спречавање настанка контрактура и деформација у зглобовима што се спроводи правилним позиционирањем трупа и екстремитета и обазривим пасивним вежбама.

Позиционирање се спроводи помоћу меканих подупирача: јастука, ћебади, гипсаних или пластичних лонгета тапацираних дубоким слојем вате или газе или помоћу Крамерових шина. Положај болесника треба, докле трају парализе, мењати свака 2 сата.
Када је болесник на леђима добро је поставити све сегменте у физиолошки положај. Испод главе је јастук, блага флексија (савијеност) кукова и колена (од 20-30 степени) је наметнута увијеним ћебетом постављеним испод колена, стопала су под углом од 90 степени подупрта пластичном или гипсаном лонгетом. Руке се одмарају на јастуку у физиолошкој позицији: раме је у абдукцији (раширено) од 55 степени, флексији (савијено) од око 30 степени и у унутрашњој ротацији, лакат је у благој флексији од око 30 степени са пронираним (длан ка доле) подлактом, а шаке у физиолошкој позицији одржава или пластична „корективна шака“ или увијена завојна трака или мањи фротир стављен између палца и длана, са полусавијеним прстима.
Ако је болесник на стомаку, испод главе се може потпуно уклонити или оставити тањи јастук, глава је окренута на једну страну, рука према којој је окренуто лице је абдукована за око 70 степени и флектирана у лакту, друга рука је опружена у лакту и унутра ротирана, ноге у куковима су опружене, колена су у благој флексији (ради спречавања претераног истезања зглобне капсуле коленог зглоба), која је наметнута подметањем увијеног ћебета испод доње трећине подколеница, стопала слободно висе без наметања плантарне флексије.
Ако је болесник на боку потребно је поставити јастук испод главе који је у висини рамена, горња рука је у полусавијеном положају наслоњена на други јастук, а такође и послусавијена горња нога.
Ако стање болесника дозвољава може се извести и по два три пасивно релаксирајућа покрета у свим зглобовима горњих и доњих екстремитета и трупа у свим смеровима. Пасивне вежбе треба спроводити обазриво у спором темпу без провоцирања бола.